# Rhyacophila vedra
Rhyacophila vedra là một loài Trichoptera trong họ Rhyacophilidae. Chúng phân bố ở miền Tân bắc.